# Szeszonk III
Szeszonk III – faraon, władca starożytnego Egiptu z XXII dynastii libijskiej, z czasów Trzeciego Okresu Przejściowego. Prawdopodobnie panował w latach 837-798 p.n.e. Był młodszym synem Takelota II i królowej Karomy III.
Istnieją poglądy przypisujące Szeszonkowi ponad 50-letnie panowanie, lecz żadne zabytki nie potwierdzają panowania dłuższego niż 39 lat. Podczas jego rządów doszło do dalszego podziału władzy w Egipcie. Wywodzący się z bocznej gałęzi rodów libijskich, prawdopodobnie spokrewnionych z królewskim rodem z Tanis, możnowładca Padibastet założył w Leontopolis nową dynastię. Działo się to około 8. roku panowania Szeszonka.
Szeszonk już na początku swego panowania uzyskał poparcie w Tebaidzie, jak się wydaje z dwojakiego powodu. Po pierwsze, pozbawił władzy swego brata Osorkona, który będąc wielkim kapłanem Amona, uzyskawszy władzę królewską stałby się niezwykle potężnym i wpływowym władcą. Jak wiadomo w Tebach wybuchały bunty przeciw władzy kapłańskiej Osorkona. Po drugie pozostawił klerowi tebańskiemu wiele swobody, a przede wszystkim prawo wolnego wyboru arcykapłanów. Kilkakrotnie arcykapłan Osorkon musiał uchodzić z Teb, by w końcu odzyskać swoje stanowisko po ostatecznym pogodzeniu się ze swym młodszym bratem – Szeszonkiem III, prawdopodobnie około 22. lub 26. roku jego panowania.
Około 20. roku Szeszonka, Padibastet, panujący w Bubastis i później za sprawą poparcia wielkiego kapłana Amona – Harsiese II w Tebach, powołał do współwładzy swego syn Iuputa I, który władzę objął w Leontopolis. W Herakleopolis rozgorzała walka o władze. Trwało to prawdopodobnie do około 39. roku panowania Szeszonka, kiedy to władzę tam przejął generał Bakenptah. W Delcie władza Szeszonka III była znacznie mocniejsza niż władców Leontopolis. Popierały go w środkowej Delcie; Busiris, Sais i Buto oraz Memfis. Damiettańska odnoga Nilu stanowiła granicę jego władzy. Zachodnia część Delty opanowana była przez libijskie plemiona Maszuasz.
W czasie panowania Szeszonka III, równolegle władzę sprawowali w Leontopolis:
- Padibastet i Iuput I,
- następca Padibasteta – Szeszonk VI oraz po nim Osorkon III.

Na tronie pontyfikalnym w Tebach zasiadali:
- książę Osorkon, brat Szeszonka III,
- gdy Osorkon przebywał na uchodźstwie – Harsiese II,
- po nim Takelot – prawdopodobnie pochodzący z królewskiego rodu z Tanis.

Szeszonk III pochowany został w Tanis, a jego grobowiec odkrył w 1940 roku Pierre Montet. Wewnątrz znajdował się sarkofag wykonany dla Szeszonka oraz drugi pozbawiony jakichkolwiek inskrypcji.

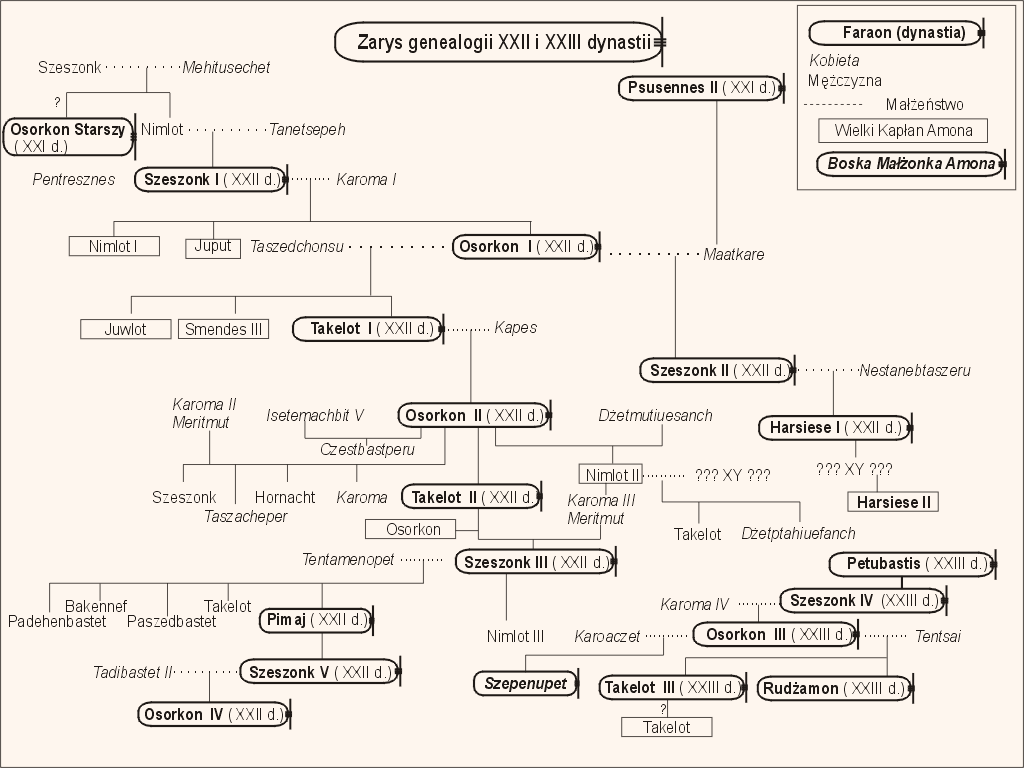
Zarys genealogii XXII i XXIII dynastii.

Jak wyglądał podział władzy w Egipcie, w Trzecim Okresie Przejściowym, 
.

## Tytulatura
| G5 |

| G5 |

| E2 · D40 | C10 · N36 |

| E2 · D40 | C10 · N36 |

| E2 · D40 | C10 · N36 |

| E2 · D40 | C10 · N36 |

| G5 |

| G5 |

| E2 · D40 | C10 · N36 |

| E2 · D40 | C10 · N36 |

| E2 · D40 | C10 · N36 |

| E2 · D40 | C10 · N36 |

| M23 · X1 | L2 · X1 |

| M23 · X1 | L2 · X1 |

| N5 | F12 | C10 | N5 · U21 · N35 |

| N5 | F12 | C10 | N5 · U21 · N35 |

| N5 | F12 | C10 | N5 · U21 · N35 |

| N5 | F12 | C10 | N5 · U21 · N35 |

| M23 · X1 | L2 · X1 |

| M23 · X1 | L2 · X1 |

| N5 | F12 | C10 | N5 · U21 · N35 |

| N5 | F12 | C10 | N5 · U21 · N35 |

| N5 | F12 | C10 | N5 · U21 · N35 |

| N5 | F12 | C10 | N5 · U21 · N35 |

| G39 | N5 |

| G39 | N5 |

| M17 | mn · N35 | M8 | M8 | N35 · N29 |

| M17 | mn · N35 | M8 | M8 | N35 · N29 |

| M17 | mn · N35 | M8 | M8 | N35 · N29 |

| M17 | mn · N35 | M8 | M8 | N35 · N29 |

| G39 | N5 |

| G39 | N5 |

| M17 | mn · N35 | M8 | M8 | N35 · N29 |

| M17 | mn · N35 | M8 | M8 | N35 · N29 |

| M17 | mn · N35 | M8 | M8 | N35 · N29 |

| M17 | mn · N35 | M8 | M8 | N35 · N29 |